# 2015年臺灣旱災缺水危機
2015年臺灣旱災缺水危機發生於2015年1月至2015年6月，缺水危機近因為2014年臺灣各地秋冬以來降雨不佳，為自1947年第二嚴重的旱災，僅次於2021年的旱災。
以北台灣的石門水庫蓄水率為例，於2015年3月18日只剩22.8%，創建庫以來歷史同期最低，之後水位持續下降，2015年3月23日上午10點剩20.00%，之後因降雨而上升。
2015年2月10日經濟部決議自2015年2月26日起，新北市（板新、林口）、桃園、新竹、苗栗、臺中、彰化北部、臺南及高雄地區由第一階段限水轉為第二階段限水，彰化南部、雲林及嘉義地區則開始第一階段限水。為避免旱象持續擴大，2015年3月19日旱災中央災害應變中心宣布，桃園市、新北市（板新、林口地區）將於2015年4月1日起實施供水5天停水2天之第三階段限水。因清明節連續假期民生用水需求較大，且3月23日以來的降雨使水庫水位上升，2015年3月30日經濟部決定原定4月1日實施的第三階段限水延後到4月8日實施。因水情未改善，五月降雨少的機率高，且高屏溪流量減少，2015年4月24日經濟部決定高雄地區自2015年5月4日起實施第三階段限水，每週五視高屏溪流量決定次週是否停水。因山區午後雷陣雨使高屏溪流量上升，2015年5月1日經濟部決定高雄地區下週5月5日、5月6日不停水。因鋒面降雨，2015年5月5日經濟部水利署決定桃園市、新北市（板新、林口地區）暫停實施停水至5月16日。2015年5月8日經濟部決定高雄地區下週5月12日、5月13日不停水。2015年5月12日經濟部宣布桃園市、新北市（板新、林口地區）解除第三階段限水措施。因5月的梅雨使水庫蓄水率上升，2015年6月8日經濟部決定解除各地區限水措施。

## 限水措施
第一階段限水為離峰時段降低管壓供水（夜間減壓供水），第二階段限水為工業用水大戶減供5%、非工業用水大戶減供20%，同時停止供應噴水池、沖洗街道等非必要用水，第三階段限水為分區輪流或全區定時停水，其中新北市（板新、林口）、桃園、苗栗地區自2015年3月11日起，夜間減壓供水時間，由晚上11時至隔日清晨5時，延長為晚上10時至隔日清晨6時，2015年3月13日工業用水大戶減供提升至7.5%，2015年3月23日再提升至10%，2015年5月12日回復為5%。其他第二階段限水地區自2015年3月23日起，工業用水大戶減供提升至7.5%。臺南、高雄地區自2015年4月15日起，工業用水大戶減供提升至10%。

## 參看
- 2002年北臺灣旱災缺水危機
- 2021年臺灣旱災缺水危機
- 水危機
- 限水